# Thinophilus seticolis
Thinophilus seticolis är en tvåvingeart som beskrevs av Becker 1922. Thinophilus seticolis ingår i släktet Thinophilus och familjen styltflugor. Inga underarter finns listade i Catalogue of Life.